# Дёмин, Владимир Тимофеевич
Влади́мир Тимофе́евич Дёмин (10 марта 1921, Алёшкино, Ряжский уезд, Рязанская губерния, РСФСР — 10 октября 1966, Москва, СССР) — советский футболист, левый крайний нападающий московских клубов «Спартак» и ЦДКА (ЦДСА). Заслуженный мастер спорта СССР (1948), мастер спорта СССР (1945).

## Биография
Родился 10 марта 1921 года в Алёшкино Ряжского уезда.
В 1936 году была образована футбольная школа «Спартака», куда и попал Владимир Дёмин. В составе юношеской команды стал победителем кубка СССР среди школьников в 1937 году, с 1939 года стал входить в основную команду, однако играл не часто.
Большую часть карьеры провёл в ЦДКА при Борисе Аркадьеве. Его партнёрами по атаке были Всеволод Бобров, Григорий Федотов, Алексей Гринин, Валентин Николаев, Вячеслав Соловьёв, Борис Коверзнев. Многие голы, забитые этими нападающими, происходили с подач Владимира Дёмина.

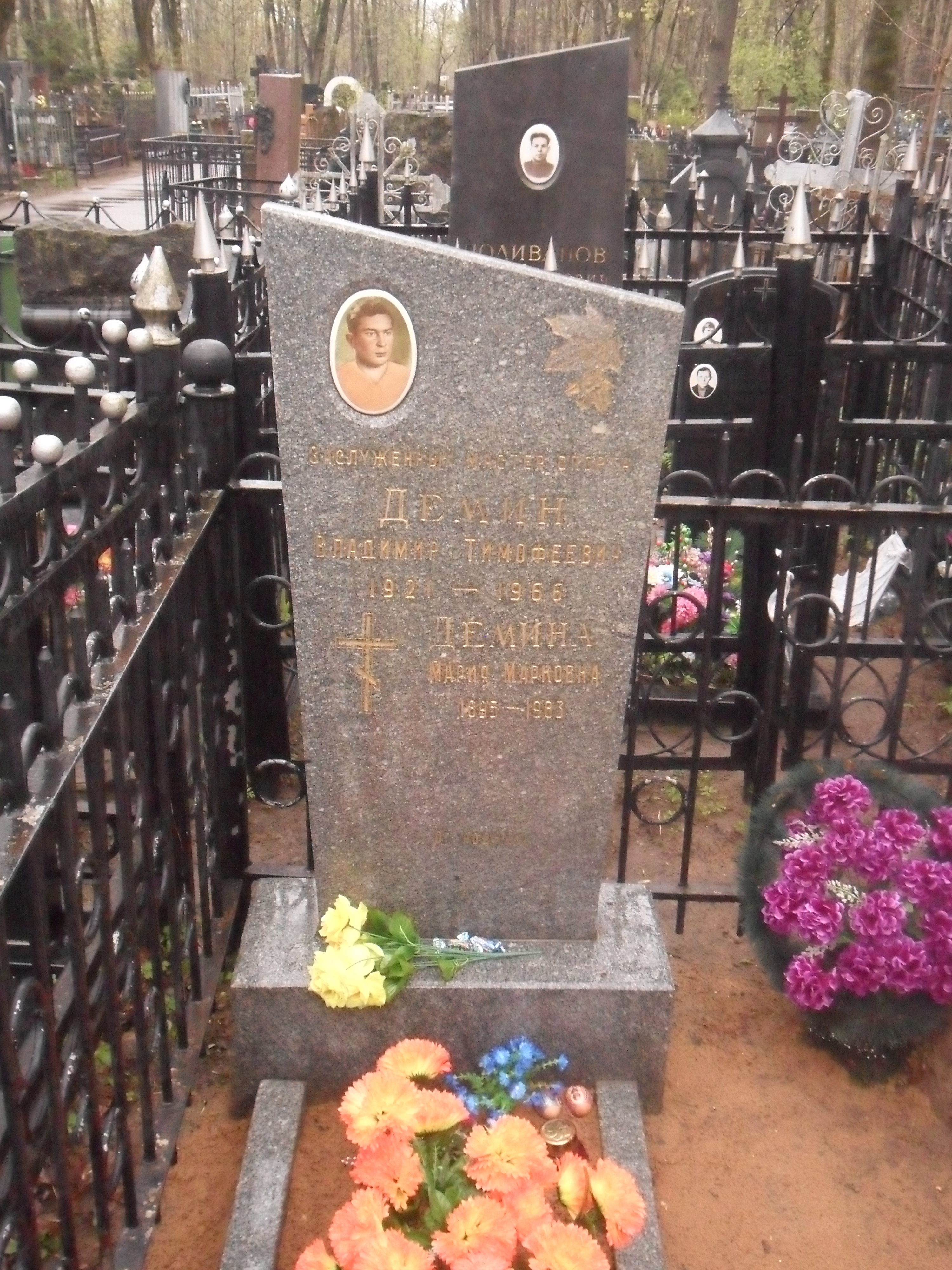
Могила Дёмина на Ваганьковском кладбище

После поражения сборной СССР, основу которой составляли армейцы, на Олимпиаде в Хельсинки, команда ЦДСА была расформирована.
После этого Дёмин играл в команде СКА города Калинина, а затем перешёл в команду МВО, которые чуть позже тоже были расформированы. В 1954 году завершил карьеру футболиста.
За сборную СССР сыграл в одном неофициальном матче в 1952 году против команды Венгрии.
Окончил школу тренеров при ГЦОЛИФК.
В 1958 году работал главным тренером СКВО (Львов). В августе 1958 года после игры клубом «Динамо» (Таллин), в котором львовяне показали грубую игру, ряд игроков клуба были дисквалифицированы, а сам Демин в скором времени был уволен с должности с формулировкой «за систематическое пьянство».
Впоследствии заболел туберкулёзом. Лечился в санатории, находившемся в подмосковном Пушкине.
Скончался 10 октября 1966 года в Москве. Похоронен на Ваганьковском кладбище (24 уч.).

## Достижения
- Чемпион СССР: 1939, 1946, 1947, 1948, 1950, 1951
- Серебряный призёр чемпионатов СССР: 1945, 1949
- Обладатель Кубка СССР: 1945, 1948, 1951
- Финалист Кубка СССР: 1944
- Член клуба Григория Федотова («Футбол»): 100 голов

## Семья
Жена — Ленина Вацлавовна Бельская (Дёмина). 
Дочь — Наталья Синалеева.